# Nils Vest
Nils Johan Magnus Cleve Vest (født 19. juni 1943, død 22. august 2024) var en dansk filminstruktør og producent. Han blev uddannet på Den Danske Filmskole i 1970 og var 1973-80 medlem af teatergruppen Solvognen. Fra 1982 var han bosiddende på Christiania.
Nils Vest instruerede og producerede en lang række dokumentarfilm med historisk, kunstnerisk eller socialt indhold. Centralt i hans arbejde var arkitektur og han var i over 30 år involveret i kampen for at bevare gamle miljøer i København, bl.a. Christiania, som han lavede tre film om. Dette gjorde, at Nils Vest i 2010 fik tildelt Europa Nostras bevaringspris for sit utrættelige arbejde for at bevare gamle bymiljøer.
Nils Vest var gift med skuespilleren Britta Lillesøe og fik to børn.

## Filmografi - herunder film, hvor Vest var medvirkende
- En film om tatoveringer, 1969
- Sex en gros, 1971
- Hvem skal med hvem?, 1971
- Zurp Ahtamn, 1971
- Christa, 1971
- Stadsrenden, 1973
- Palæstina - Danmark,  samme kamp, 1973
- Lov og orden i Christiania, 1974
- Hudegrunden, Vesterbro, 1974
- Historiebogen 8: Natten er dyster, 1974
- Historiebogen 6: Midlertidige løsninger på problemerne, 1974
- Et undertrykt folk har altid ret, 1976
- Krabat, 1977
- En by i provinsen, 1977
- Fem dage for freden, 1978
- Strømmens dag, 1981
- Af jord er du kommet - på sporet af en dansk husmand, 1982
- Ned med støjen!, 1982
- Det parallelle lig, 1982
- Felix, 1982
- Når spånerne flyver, 1983
- Ballade i byrådet, 1985
- Fejemanden og friheden, 1988
- Rødtotterne og Tyrannos, 1988
- Himmel og helvede, 1988
- Box box box, 1990
- Christiania, du har mit hjerte, 1991
- En dødstjald, 1993
- Smukke dreng, 1993
- Himmelstigen, 1997
- Leve mangfoldigheden, 1999
- Grevindens døtre, 2001
- Inuk Woman City Blues, 2002
- Afrika i Aalborg, 2002
- Lov og orden i Christiania 2, 2003
- Vor Frue Kirke, 2004
- Arkitekten der blev væk - eller hvem var Eigtved?, 2005
- Erik Hansen og Marmorbroen, 2005
- Rosenborg - Christian 4. og 'Det store hus i Haven', 2007
- Et raadhus til alvor og fest, 2010
- Vejen er lang - om Kvindebevægelsens historie, 2016